# Grote oranje bekerzwam
De grote oranje bekerzwam (Aleuria aurantia) is een zakjeszwam behorend tot de familie Pyronemataceae. De grote oranje bekerzwam doet enigszins denken aan weggeworpen sinaasappelschillen. De vruchtlichamen verschijnen van de late zomer tot de herfst, meestal in groepen, vaak in grote aantallen, op de grond, voornamelijk op open, zonnige plaatsen. 

## Kenmerken

### Uiterlijke kenmerken
De beker heeft een diameter van 1 tot 12 cm en is van binnen oranje. Bij jonge exemplaren is hij bijna bolvormig, later komvormig met gebogen randen, bij oudere exemplaren is hij bijna vlak, rond, gelobd en met golvende randen. De steel ontbreekt. De binnenste laag waarin de sporen worden gevormd is glad, geelrood via oranje tot tinbruinrood van kleur, de buitenzijde is licht fluweelachtig, witachtig tot lichtgeelbruin van kleur.

### Microscopische kenmerken
De asci zijn te vinden in het oppervlak van de binnenkant. De ascosporen zijn kleurloos, in lengterichting elliptisch, bedekt met een netwerkvormige ornamentatie. De sporenmaat 16–24 × 8–12 μm.

## Habitat
Hij wordt gevonden in het bos als in de struiken, in het park, op de begraafplaats en in de tuin tussen de grassen. Deze soort groeit in het oosten en zuiden van Nederland op grazige plekken op leemhoudende of stenige bodem. Hij mijdt kalkrijke gronden. Hij is bijvoorbeeld vaak het eerste organisme dat op grote schaal verschijnt in de hopen zand en aarde die door rivieren en beken worden afgezet. Ze komen voor van de herfst tot en met de winter.

## Verspreiding
De grote oranje bekerzwam is verspreid over de hele wereld. Hij komt voor op alle continenten behalve Antarctica. Hij komt in Nederland zeer algemeen voor. Hij staat niet op de rode lijst en is niet bedreigd.

## Foto's

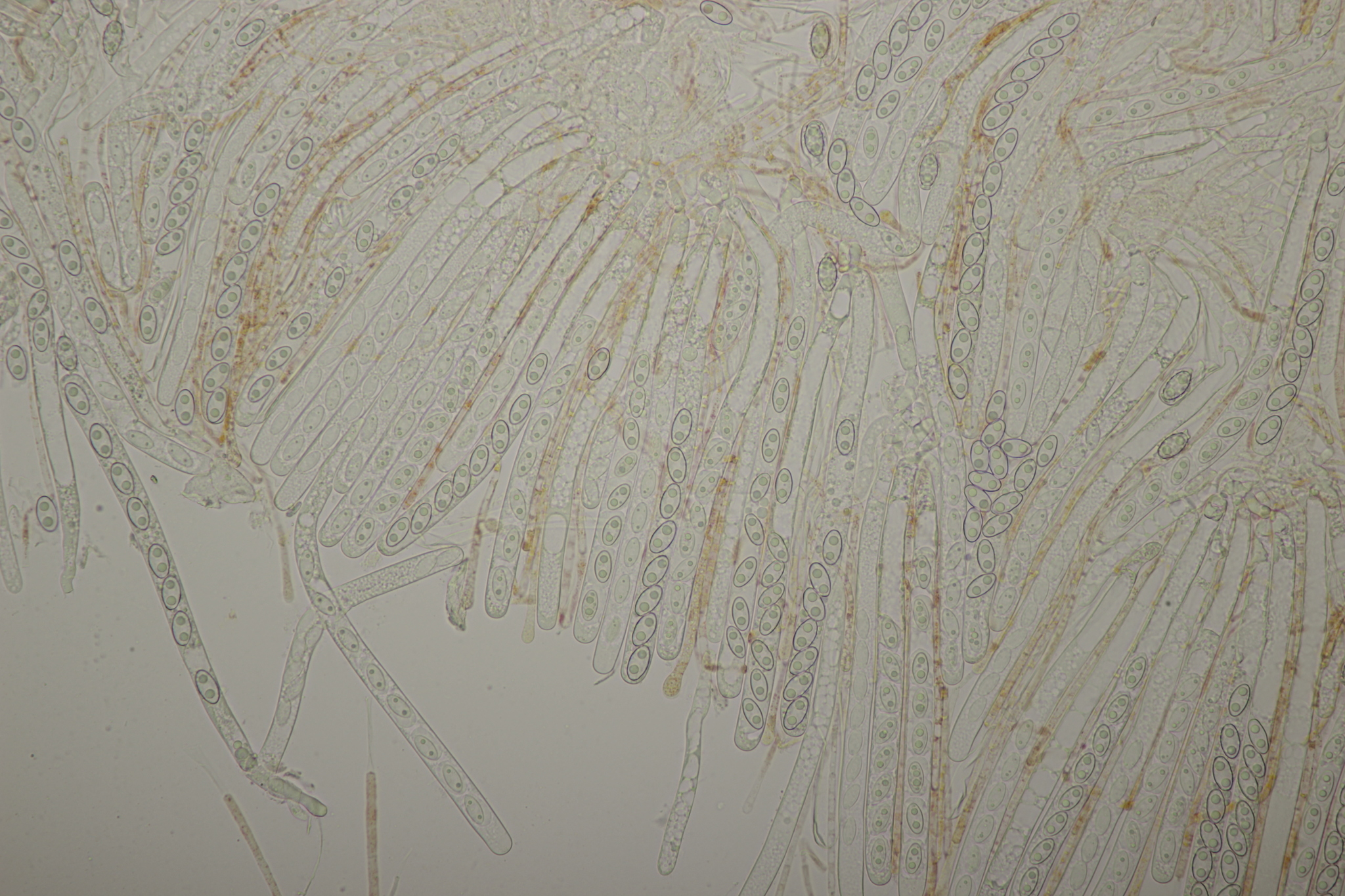
Sporen
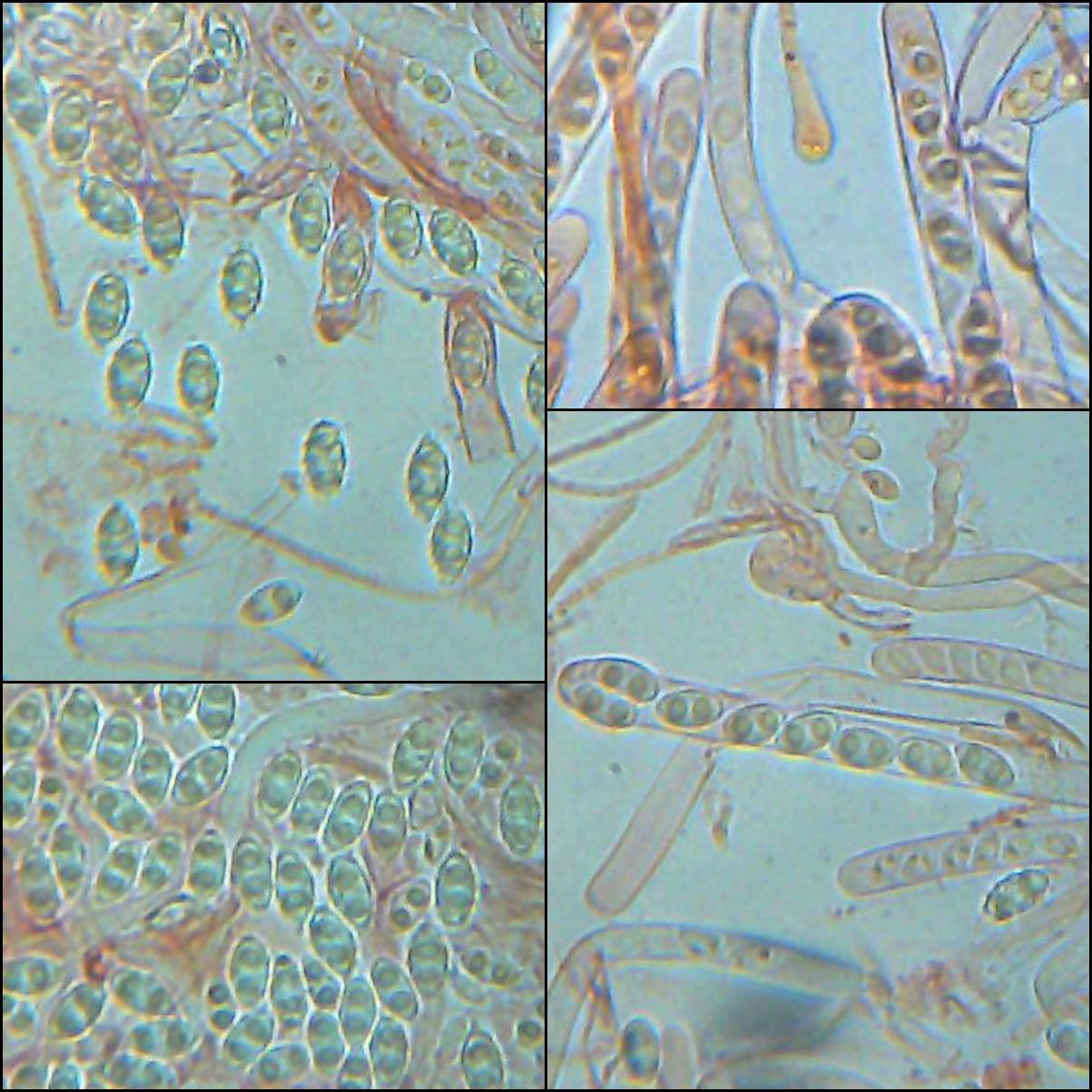
Sporen
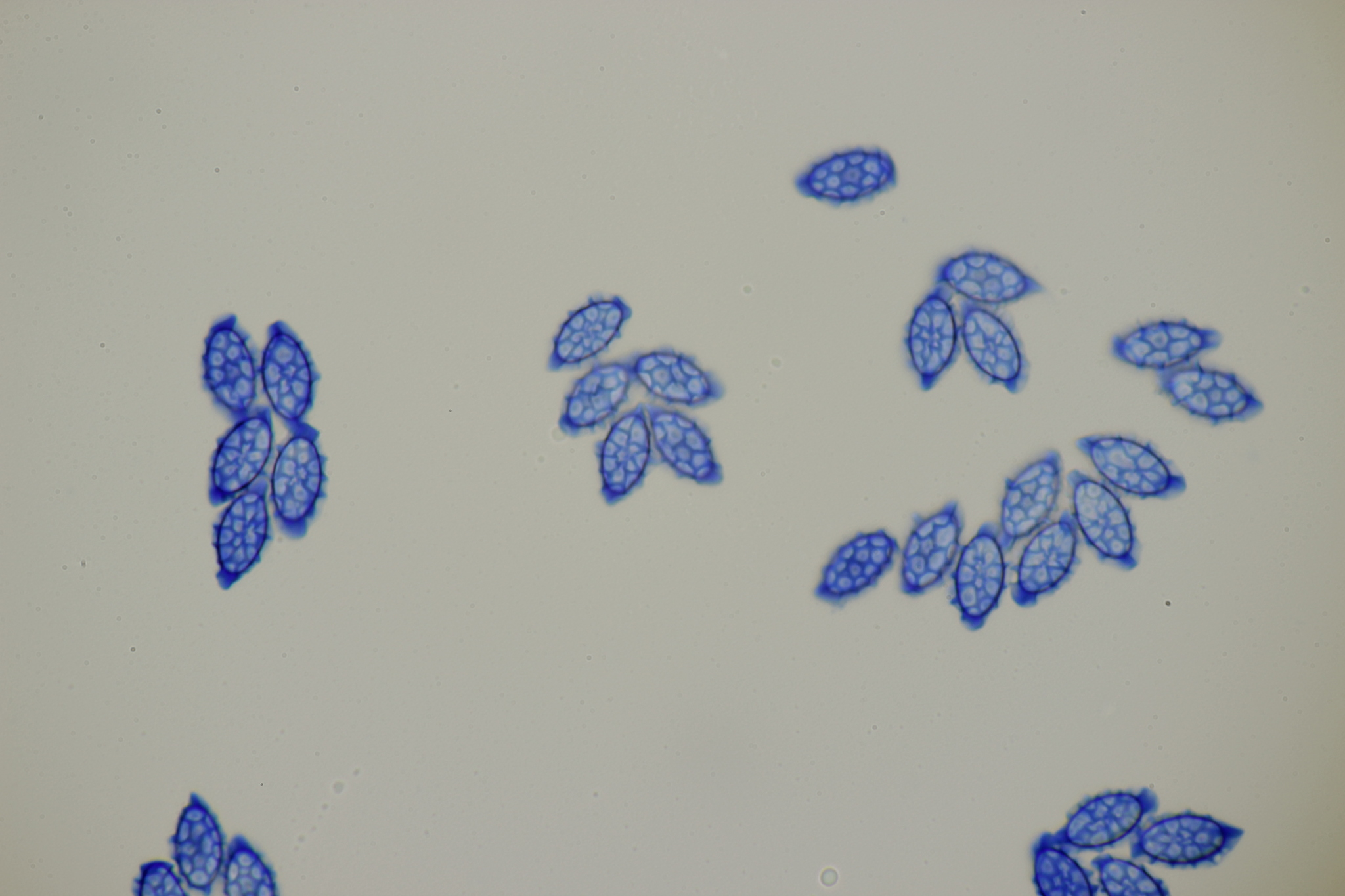
Ornamentatie